# Spływ powierzchniowy
Spływ powierzchniowy – jeden z procesów krążenia wody w przyrodzie, stanowi go ta część opadu, która spływa po powierzchni gruntu do zbiorników wodnych.
Jest to woda z opadów atmosferycznych, która nie została wchłonięta przez glebę. Spływ powierzchniowy zachodzi po znacznych opadach lub w wyniku topnienia śniegu na wiosnę. Prędkość spływu powierzchniowego zależy od nachylenia i pokrycia terenu. Jego powstanie jest wynikiem działania grawitacji – woda spływa bruzdami i zagłębieniami terenowymi do niżej położonych zlewni.

## Wpływ spływu powierzchniowego na przyrodę
- wody, które spływają z powierzchni, gdzie były używane różnego rodzaju środki chemiczne (np. nawozy, pestycydy), lub gdzie znajdują się duże ośrodki przemysłowe, trafiają do jezior i wód rzecznych z tymi zanieczyszczeniami[5].
- wody, które spływają z powierzchni leśnej również wymywają z wierzchniej warstwy gleby i leżącego na niej detrytusu (zob. profil glebowy) określone ilości związków chemicznych (w tym azotu oraz fosforu) i transportują je do wód powierzchniowych. Mogą więc przyczyniać się do naturalnego i powolnego procesu eutrofizacji lub w przypadku wymywania dużych ilości kwasów humusowych – dystrofizacji[6]
- woda może zmienić swój odczyn (zob. odczyn gleby), co w konsekwencji wpływa negatywnie na okoliczne rośliny, zwierzęta i ekosystemy, które z niej korzystają[5].
- może wypłukiwać sole mineralne i próchnicę, przez co osłabia żyzność gleby.
- wzmożony spływ powierzchniowy przy obfitych opadach i małych oporach przepływu powoduje powstawanie powodzi[5][3].